# Bob Gansler
Robert „Bob“ Gansler (* 1. Juli 1941 in Mucsi, Ungarn) ist ein ehemaliger ungarisch-US-amerikanischer Fußballspieler und jetziger -trainer.

## Karriere
Bob Gansler wurde am 1. Juli 1941 in Mucsi/Ungarn geboren. Nachdem sein Vater 1946 aus der sowjetischen Kriegsgefangenschaft zurückgekehrt war, zogen sie als „Volksdeutsche“ nach Rückingen bei Hanau. 1952 wanderte die Familie nach Milwaukee/Wisconsin aus. In seiner Jugend spielte Bob Gansler hauptsächlich Fußball und Baseball. Der Baseball-Verein Milwaukee Brewers wollte ihn sogar in eines ihrer Farmteams aufnehmen, doch er entschied sich endgültig für Fußball. An der Marquette Universität absolvierte er seinen Abschluss im Fach Deutsch, das er heute noch fließend spricht. 1957 erhielt Bob Gansler die US-amerikanische Staatsbürgerschaft.
Gansler war von 1963 bis 1969 im Kader der US-amerikanischen Fußballnationalmannschaft und hatte 25 Einsätze. 1964, 1967 und 1968 war er Kapitän der US-Fußball-Olympiamannschaften bzw. des Pan-Amerika-Teams. 1967 spielte er für die Chicago Spurs in der National Professional Soccer League und ein Jahr später für die Chicago Mustangs in der North American Soccer League.
Im Anschluss gehörte er 14 Jahre dem Kader der Milwaukee Bavarians – zuerst als Spieler, später als Trainer – an und war 1984 bis 1986 Cheftrainer des Fußballteams der University of Wisconsin–Milwaukee.
Von 1979 bis 1982 trainierte er die U-19-Nationalmannschaft und führte sie zur WM in Australien. Danach hatte er kurzfristig die Profinationalmannschaft übernommen. Von 1987 bis 1989 war er Trainer der US-amerikanischen U-20, bevor er schließlich als Nachfolger von Lothar Osiander Nationaltrainer der US-Nationalmannschaft wurde. Die USA qualifizierten sich zum ersten Mal seit 40 Jahren für eine Fußballweltmeisterschaft. 1996 wurde er Trainer der Mannschaft von Milwaukee Rampage, mit der er 1997 die A-League-Meisterschaft gewann. Am 28. April 1999 wechselte er in die höchste Spielklasse der USA (Major League Soccer) zu den Kansas City Wizards, mit denen er 2000 Meister wurde und 2004 den Lamar Hunt U.S. Open Cup gewann. Am 19. Juli 2006 trat er von seiner Position als Trainer bei Kansas City zurück. Ende 2006 nahm er die Stelle als Assistenztrainer beim neuen Vereins Toronto FC an und war dort bis 2007 als Co-Trainer tätig.

## Stationen als Trainer
- 1979–1982 US-U-19-Nationalmannschaft
- 1982      US-Nationalmannschaft
- 1984–1988 University of Wisconsin-Milwaukee
- 1987–1989 US-U-20-Nationalmannschaft
- 1989–1991 US-Nationalmannschaft
- 1996–1998 Milwaukee Rampage
- 1999–2006 Kansas City Wizards
- 2006–2007 Assistenztrainer beim Toronto FC

## Bilanz mit der Nationalmannschaft
| Jahr   | Spiele | S  | U  | N  |
| ------ | ------ | -- | -- | -- |
| 1982   | 01     | 01 | 0  | 0  |
| 1989   | 12     | 06 | 03 | 03 |
| 1990   | 22     | 08 | 03 | 11 |
| 1991   | 02     | 0  | 0  | 02 |
| gesamt | 37     | 15 | 06 | 16 |

## Auszeichnungen
- 1989: NCAA Champion
- 1997: A-League-Meister
- 2000, Januar: Walt Chyzowych Award
- 2000: MLS-Meister
- 2000: MLS-Coach of the Year Award
- 2000: MLS Supporters’ Shield
- 2002, August: Aufnahme in die Milwaukee Rampage Hall of Fame
- 2002, Oktober: Aufnahme in die United Soccer League Hall of Fame
- 2004: US-Open Cup-Gewinner